# آميني (وزير في عهد أمنمحات الثالث)
كان آميني وزيرًا مصريًا قديمًا عاش في نهاية الأسرة الثانية عشرة من الأسرات المصرية القديمة.
لا يُعرف آميني إلا من النقوش الصخرية بالقرب من أسوان في صعيد مصر . هنا قام العديد من المسؤولين في المنطقة ولكن أيضًا مسؤولي البلاط الذين يمرون في مهمات بنقش النصوص في الصخور ، والتي غالبًا ما تُسمي ألقابهم وأفراد عائلاتهم.
يحمل آميني هنا ألقاب ناظر المدينة ووزيرها . ورد ذكر زوجته شتيبيبر نيحي في النقوش وهي معروفة من المعالم الأثرية الأخرى بأنها ابنة مشرف القوات آميني الذي عاش بالتأكيد في عهد سنوسرت الثالث أو أمنمحات الثالث مع تحديد موعد للوزير آميني.

## رابط موقع
- آميني على الأشخاص وأسماء المملكة الوسطى